# RhB Ge 3/3
Die Ge 3/3 ist eine dreiachsige elektrische Rangierlokomotive der Rhätischen Bahn (RhB).

## Geschichte

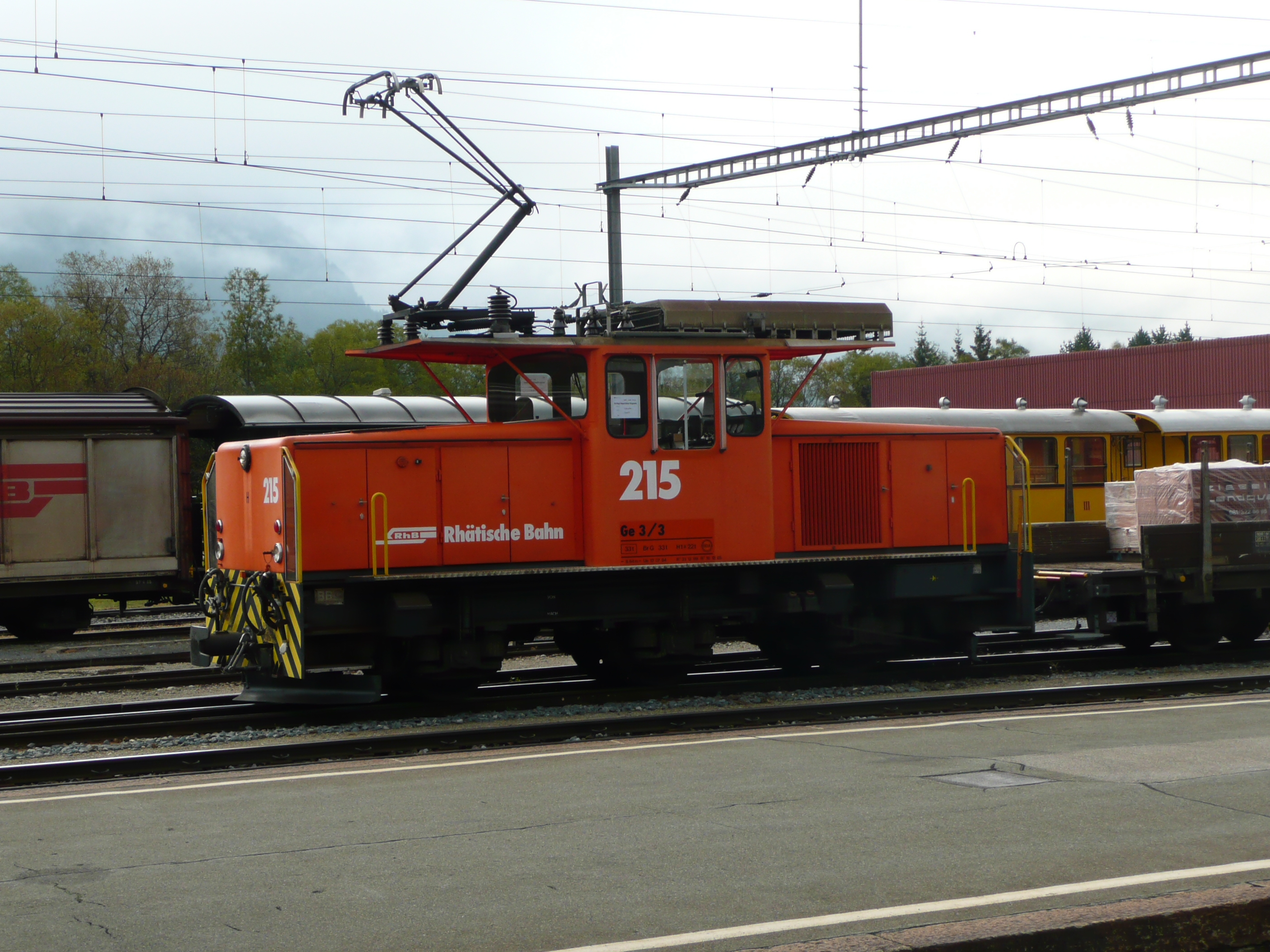
Ge 3/3 215 in Samedan

Bei der RhB zeigte sich Anfang der 1980er Jahre ein Engpass bei Rangierlokomotiven, da die umgebauten und knapp 70-jährigen Ge 2/4 bedingt durch ihr Alter immer störanfälliger wurden. Ebenfalls reichte ihre Leistung nicht mehr aus, um wirtschaftlich arbeiten zu können. Die RhB entschied sich daher, gleichzeitig mit der Bestellung der zweiten Serie der Ge 4/4 II zwei moderne und leistungsfähige Rangierlokomotiven anzuschaffen.
Die beiden Maschinen mit den Betriebsnummern 214 und 215 wurden 1984 in Betrieb genommen.

## Technik
Da man bei der ersten Serie der Ge 4/4 II gute Erfahrungen gemacht hatte, entschied man sich, die beiden Rangierlokomotiven ebenfalls in Thyristortechnik zu bauen.
Die Thyristoren bilden zusammen mit Dioden einen stufenlos steuerbaren Gleichrichter, welcher den Gleichstrom-Reihenschlussmotor mit welligem Gleichstrom versorgt.
Der mechanische Teil wurde von Robert Aebi (RACO) gebaut. Der elektrische Teil stammt gleich wie bei der Ge 4/4 II von BBC. Einige Komponenten der Fahrzeuge – beispielsweise Fahrmotor und Vakuumpumpe – stimmen mit den entsprechenden Bauteilen der zweiten Serie Ge 4/4 II überein.
Im Jahr 2018 wurde an der Lok 214 eine komplette Pneumatik-Erneuerung durchgeführt. Seitdem verfügt sie unter anderem über den gleichen Kompressor wie die Ge 4/4 II und neu über einen Lufttrockner. Durch den Umbau hat sich das äußerliche Erscheinungsbild durch eine weitere  Wartungsöffnung geändert. Zusätzlich wurde an der Seite, sowie an der Front je ein Lüftungsgitter neu angebracht.

## Einsatz
Die orange lackierten Lokomotiven sind 40 km/h schnell und 33 t schwer. Ihre Stundenleistung beträgt 425 kW bei 27 km/h. Sie werden im Rangierdienst eingesetzt: Lok 214 in Chur und 215 in Samedan.